# Pasco County
Pasco County är ett administrativt område i delstaten Florida, USA, med 464 697 invånare. Den administrativa huvudorten (county seat) är Dade City.

## Geografi
Enligt United States Census Bureau har countyt en total area på 2 248 km². 1 929 km² av den arean är land och 319 km² är vatten.

### Angränsande countyn
- Hernando County, Florida - nord
- Sumter County, Florida - nordöst
- Polk County, Florida - sydöst
- Hillsborough County, Florida - syd
- Pinellas County, Florida - sydväst

### Orter
- Aripeka (delvis i Hernando County)
- Bayonet Point
- Beacon Square
- Connerton
- Crystal Springs
- Dade City (huvudort)
- Dade City North
- Elfers
- Heritage Pines
- Holiday
- Hudson
- Jasmine Estates
- Key Vista
- Lacoochee
- Land O' Lakes
- Meadow Oaks
- Moon Lake
- New Port Richey
- New Port Richey East
- Odessa
- Pasadena Hills
- Port Richey
- Quail Ridge
- River Ridge
- San Antonio
- Shady Hills
- St. Leo
- Trilby
- Trinity
- Wesley Chapel
- Zephyrhills
- Zephyrhills North
- Zephyrhills South
- Zephyrhills West